# شريان بنكرياسي اثنا عشري سفلي أمامي
شريان بنكرياسي اثنا عشري سفلي أمامي ‏ هو شريان يتفرعُ من شريان بنكرياسي اثنا عشري سفلي.